# Escudo de La Guardia de Jaén
El inicio del expediente del nuevo escudo de La Guardia de Jaén (Jaén, España), junto con la, nueva también, bandera oficial, fueron aprobados por la Corporación Municipal en sesión ordinaria celebrada el 16 de mayo de 2005. El escudo y la bandera fueron inscritos en el Registro Andaluz de Entidades Locales aprobados por la Consejería de Gobernación según la resolución del 25 de octubre de 2005.

## Antecedentes del cambio
El Ayuntamiento de La Guardia inicia, hacia 2004, las investigaciones pertinentes acerca de los actuales símbolos representativos de La Guardia. De dichas investigaciones se obtiene que el escudo —y la bandera— que en su día se adoptó está mal formado de acuerdo a la heráldica y simbología. Así pues se inicia el expediente para realizar e inscribir los nuevos símbolos: escudo y bandera.
Los hechos y cambios fundamentales eran que a La Guardia le pertenecía un castillo —identificativo de una fortaleza defensiva en lugar de simple vigía— en sus símbolos, en lugar de una atalaya o torre, además de los colores tradicionales del municipio: azul y amarillo en lugar de azul y blanco.

## El escudo
ArmasEn campo de azur castillo de oro mazonado de sable y aclarado de azur, acompañado de dos llaves afrontadas de oro con las guardas hacia abajo.
TimbreAl timbre corona real cerrada.

### Escudo y bandera antiguos
- Imagen de la bandera antigua de La Guardia de Jaén que incorporaba el escudo en el centro.